# アルダシール3世
アルダシール3世 (621年 - 630年4月27日、中期ペルシア語表記：𐭠𐭥𐭲𐭧𐭱𐭲𐭥) はサーサーン朝のシャーハンシャー (在位:628年9月6日-630年4月27日)。父王カワード2世の後を継いで即位したが、ミフラーン家のシャフルバラーズにより処刑され王位を簒奪された。

## 即位以前
アルダシール3世は、サーサーン朝の皇帝カワード2世と東ローマ帝国の王女Anzoyの間の息子として生まれた。その出自のため東ローマ帝国と長きにわたる戦争を行っていたサーサーン朝では、アルダシールの人気が低かった。628年に父のカワード2世は宮廷クーデターにより、その父ホスロー2世を処刑して皇帝の位に就いたが、同年には疫病がイラン西部で流行しカワード2世を始めとして人口の半分が疫病で亡くなった。

## 治世
628年9月26日にカワード2世が無くなると、ウズルガン（高位貴族）は7歳のアルダシールをつぎの皇帝に擁立した。そのためアルダシールは権力を行使できず、イスパフベダーン家のマーフ・アードゥル・グシュナスプが大宰相となって実権を握った。彼の責務はアルダシールが親政を行える年齢になるまで、帝国を守ることであった。タバリーはマーフ・アードゥル・グシュナスプの統治に対して「とても優れ、毅然な態度で帝国を統治したので、アルダシール3世が幼君であることには誰も気づかなかっただろう。」と評価している。
同時期に、マーフ・アードゥル・グシュナスプの兄弟ナルシにカシュカルが与えられた。優秀な大宰相の下でも、サーサーン朝が置かれた状況は依然として厳しいものであった。アルダシールの祖父ホスロー2世の治世中に出現した、様々な派閥がサーサーン朝の要所を支配し、派閥主義がはびこる一方で、中央集権性はより弱まっていった。アルダシール3世が即位した際には、「パフラブ」（パルティア）派と「ペルシグ」（ペルシャ）派の主要両派、そして「Nimruzi」と呼ばれる第三派閥の全ての指示を受けていた。しかし、629年になると、Nimruziはアルダシール支持を取り消して、将軍シャフルバラーズと共謀してアルダシール打倒を計画し始めた。対してパフラブ派は、イスパフベダーン家のファッルフ・ホルミズド・ホルミズドの指揮のもと、アルダシールの叔母ボーラーンを擁立することを決め、ボーラーンはアーモル、ニーシャープール、ゴルガーン、レイなどのパフラブ地域で硬貨の鋳造を始めた。
シャフルバラーズは6,000人の軍勢を率いてクテシフォンに進軍し、包囲戦を展開した。しかし、シャフルバラーズはクテシフォンを攻略することができず、カワード2世の統治下で大宰相を務めた、ペルシグ派の首領ペーローズ・ホスローと結んだ。ペルシグ派とNimruzi派の支援を受け、遂にクテシフォンを陥落させた。630年4月27日に、シャフルバラーズはアルダシール3世を始めとして、マーフ・アードゥル・グシュナスプなど多くの高級貴族を処刑した
。そののち、シャフルバラーズはサーサーン朝の王位を簒奪した。ミフラーン家出身の2人目の簒奪者となっている。後の民間の伝承によれば、アルダシールはメシャンのどこかに埋葬されたとされている。

## 硬貨
カワード2世と同様に、従来のサーサーン朝皇帝が用いた「シャーハンシャー」（諸王の王）の称号を硬貨に刻むことがなかった。おそらくシャーハンシャーの称号を復活させたホスロー2世との違いを主張するためとされる。